# Pseudomyrmex rufomedius
Pseudomyrmex rufomedius är en myrart som först beskrevs av Smith 1877.  Pseudomyrmex rufomedius ingår i släktet Pseudomyrmex och familjen myror. Inga underarter finns listade i Catalogue of Life.